# Barrio la Camelia
Barrio la Camelia o La Camelia; es una localidad que pertenece al Municipio de Pachuca, en el Estado de Hidalgo, México. Se encuentra localizado al norte de la ciudad de Pachuca de Soto.

## Historia
Antiguamente era un pueblo minero que en ese entonces se conocían como reales. Un centro minero de donde se extrajeron 35 000 toneladas de plata, y tuvo minas tan ricas como la del xacal que fue una de las primeras en explotarse en Pachuca y que pagaba una barra de plata diaria de quinto al rey por lo que diariamente producía 5 barras de plata utilizando solamente barreta y marro y teas de ocote.

## Geografía
Se encuentra en la región geográfica de la Comarca Minera en la Sierra de Pachuca; a la localidad le corresponden las coordenadas geográficas 20° 08’ 56.783” de latitud norte y 98° 43’ 18.677” de longitud oeste, con una altitud de 2576 m s. n. m. Cuenta con un clima templado subhúmedo con lluvias en verano, de menor humedad.
En cuanto a fisiografía se encuentra en la provincia del Eje Neovolcánico, dentro de la subprovincia del Llanuras y Sierras de Querétaro e Hidalgo; su terreno es de sierra. En lo que respecta a la hidrología se encuentra posicionado en la región del Pánuco, dentro de la cuenca el río Moctezuma, y en la subcuenca del río Tezontepec.

## Demografía
En 2020 registró una población de 1742 personas, lo que corresponde al 0.55 % de la población municipal. De los cuales 854 son hombres y 888 son mujeres.
| Gráfica de evolución demográfica de Barrio la Camelia entre 1900 y 2020 |
|                                                                         |
| Población registrada por los censos y conteos del INEGI.                |

## Cultura
Desde 2016 se realiza un carnaval, durante sus festividades se realizan bailes y otras actividades. Este carnaval se realiza como parte del rescate del patrimonio cultural intangible de Pachuca.
El Acueducto de Camelia, situado al Norte de la Ciudad de Pachuca, cercanos a las ruinas de las minas San Rafael, Camelia y Guatimoczin; las cuales conducían las aguas de la “Media Naranja” rumbo al Convento de San Francisco desde 1611.